# Tonyville (Kalifornija)
Tonyville je naseljeno područje za statističke svrhe u američkoj saveznoj državi Kalifornija. Prema popisu stanovništva iz 2010. u njemu je živjelo 316 stanovnika.